# Савченко, Александр Николаевич
Алекса́ндр Никола́евич Са́вченко (род. 9 июня 1958 года) — Заслуженный тренер России (хоккей с мячом).

## Карьера
Вся игровая биография уроженца Новокузнецка Александра Савченко связана с новосибирским клубом первой лиги «Комета» .
На тренерской работе Александр Савченко с 1987 года.  Работал с юношескими и молодежными командами «Сибсельмаша». В 1996 году 15-летние игроки (1981 г.р.) под руководством А.Н. Савченко впервые в истории Новосибирска приняли участие в мини-Кубке мира, проводимом в шведском Боллнесе. Дебют прошёл успешно - новосибирцы, обыграв всех своих соперников, заняли первое место.  Спустя год команда "Сибсельмаш" (1982 г.р.) под руководством  А.Н. Савченко сохранили звание сильнейшей в мире.
В конце 1990-х годов А.Н. Савченко несколько сезонов работал тренером в новосибирской «Заре».
Под его руководством юниорская сборная России завоевала серебряные медали чемпионата мира 2000 года.
Три года работал старшим тренером в «Уральском трубнике». До 2004 года работал старшим тренером «Сибсканы». В мае 2004 года возглавлял «Ракету» (Казань).
В мае 2005 года контракт был расторгнут и Савченко перешёл в тренерский корпус новосибирского «Сибсельмаша».
В сезоне 2011/12 — главный тренер «Родины» (Киров). Главный тренер юниорской сборной России. Приказом министра спорта от 30 декабря 2015 № 197-нг удостоен почетного спортивного звания «Заслуженный тренер России».
В марте 2019 года юношеская сборная России по хоккею с мячом под его руководством стала чемпионом мира на первенстве мира U-17 среди хоккеистов 2002 года рождения, проходившем в Архангельске 14—16 марта 2019 года.